# Калібрувальна диференціальна форма
Калібрувальна форма — диференціальна форма на рімановому многовиді. Інструмент в теорії мінімальних поверхонь, що дозволяє довести мінімальність площі.

## Означення
Замкнута {\displaystyle k}-форма {\displaystyle \phi } на рімановому многовиді {\displaystyle (M,g)} називається калібрувальною якщо для будь-якої ортонормованої системи з {\displaystyle k} векторів {\displaystyle e_{1},\dots ,e_{k}} виконується нерівність
{\displaystyle \phi (e_{1}\wedge \dots \wedge e_{k})\leq 1.}
При цьому якщо для {\displaystyle k}-вимірного підмноговиду {\displaystyle L} в {\displaystyle (M,g)} досягається рівність
{\displaystyle \phi (e_{1}\wedge \dots \wedge e_{k})=1.}
для ортонормованого базису в кожному дотичному просторі до {\displaystyle L}, то говорять, що {\displaystyle L} калібрується {\displaystyle \phi }.